# Спорт в Херсонесе Таврическом

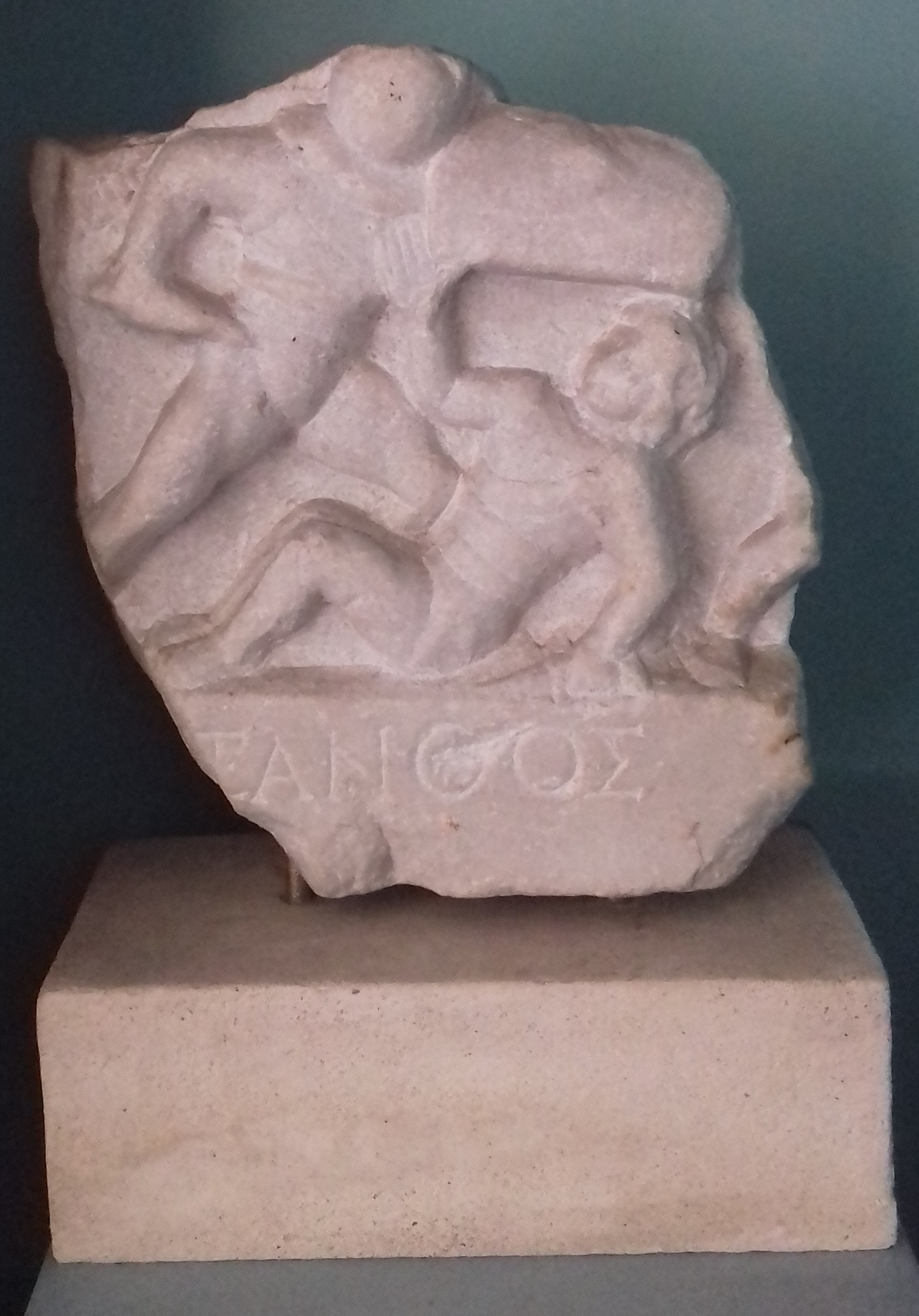
Рельеф изображающий двух гладиаторов. Херсонес Таврический. II век нашей эры. Одесский археологический музей

Спорт в Херсонесе Таврическом был тесно связан с религией и военным искусством. В Древней Греции спорт являлся важной частью общественной жизни. Его появление на территории Крымского полуострова было связано с греческой колонизацией Северного Причерноморья, а упадок произошёл с распространением христианства.
О наличие спорта в жизни Херсонеса свидетельствуют найденные вазы, привезённые из Греции. На некоторых обломках обнаружены юноши со стригилем в руке, атлет с диском и бегун. В найденной мастерской коропласта в III—II веках до нашей эры изготавливались статуэтки, где в частности была обнаружена терракотовая статуэтка с торсом атлета. В памятниках Херсонеса также встречаются изображения гладиаторов.

## Физическое воспитание
Спорт был важной частью физического воспитания молодёжи в школах Херсонеса и являлся частью системы образования на протяжении столетий. В программу физической подготовки входила игра в мяч, борьба, бег и прыжки. Существовали различные игры с мячом, которые производились из кожи и набивались перьями и шерстью. Также были известны мячи, надуваемые воздухом.
Одним из характерных институтов древнегреческих полисов был гимнасий, который являлся местом физической подготовки и умственного развития граждан. В гимнасии были помещения для физических упражнений, массажа, бани, а также библиотека и залы для лекций. Точное место расположения гимнасия в Херсонесе неизвестно, однако по предположению историка Эллы Соломоник гимнасий мог находиться возле театра, где были обнаружены агонистические каталоги. По другой версии, в соответствии с традициями греческого градостроительства, гимнасий и стадион общей площадью 17,1 тысяч м2 был расположен удалённо от центра полиса (на юго-западном краю Главной улицы). В любом случае факт существования гимнасии в Херсонесе подтверждается надписью, на которой указано имя гимнасиарха, проводившего соревнования среди учеников в дни праздника, посвященного богу Гермесу. Найдены в Херсонесе были и приспособления, которые помогали изготовлять смесь для скрещивания песка, масла и пота, что использовалось в соревнованиях по борьбе.
Должность гимнасиарха — руководителя гимнасия, считалась достаточно почетной и высоко ценилась в обществе херсонеситов. Сохранилось несколько имен горожан, занимавших этот почетный пост: Агасикл, сын Ктесия в III веке до н. э. и Демотел, сын Феофила во II веке до н. э.. Кроме того, ещё в ряде надписей есть упоминание о гимнасиархах, но без указания имён.
Гимнасии обеспечивали не только физическое воспитание молодёжи, но и подготовку к местным и всегреческим соревнованиям, а также будущей военной службе. Непосредственно за физическую подготовку учащихся в гимнасиях отвечали педотрибы — учителя гимнастики.
Согласно эпиграфическим данным в программу гимнасий в Херсонесе входил пентатлон, бег и кулачные бои. Пентатлон включал в себя бег на короткую дистанцию, прыжок в длину, метание диска, метание копья и борьбу. О наличии таких дисциплин свидетельствует гимн в честь бога Гермеса — покровителя атлетических игр, палестр и гимнасиев. В одном из списков победителей упоминается такой вид спорта как анкиломахия (ἀγκυλομάχια). Данная дисциплина не встречается нигде кроме Херсонеса, поэтому её правила неизвестны. Предположительно, это игра в мяч с привязанной к нему петлей.
В детских могилах херсонесского некрополя первых веков нашей эры обнаруживались стеклянные шашки (calculus). При раскопках часто встречаются астрагалы, использовавшиеся как игральные кости, на которых были указаны баллы от одного до шести.

## Соревнования
В Херсонесе соревнования устраивались в честь Геракла, который считался, наряду с Гермесом, покровителем палестр и гимнасиев. Найденный фрагмент списка победителей в гимнастических соревнованиях по версии Эллы Соломоник говорит о том, что в Херсонесе праздновали Гераклеи. На основе одной записи III века до нашей эры было сделано предположение о праздновании в городе Дионисии.
Программа херсонеских соревнований включала бег на короткие и длинные дистанции, борьбу, кулачные бои, метание копья и диска. На одной из мраморных плит перечислены имена победителей в пяти разных видах спортивных соревнований: в беге на короткую дистанцию, двойном беге и беге на длинную дистанцию, борьбе, кулачном бою. На другом маленьком обломке назван агономет, то есть организатор агонов (борьбы) и судья соревнований. Уточнив некоторые плохо сохранённые буквы, удалось дополнить отдельные слова и установить общее содержание надписи — упоминание пятиборья и должности гимнасиарха.
К концу IV в. до н. э. относится надгробие Феофанта, на котором изображены четыре тэнии (повязка на голову, которая служила знаком особой божьей милости и победы в спортивных соревнованиях) с закругленными краями, стригиль, сосуд с маслом для натирания во время упражнений и сетка. Тэнии, скорее всего, указывают на четыре победы Феофанта в спортивных мероприятиях.

## Выступления на всегреческих турнирах
Однозначного подтверждения выступлений херсонеситов на Олимпийских играх нет. Тем не менее, существуют сведения об их участии в других всегреческих соревнованиях. Известно о победе жителя Херсонеса на священных играх на празднике Анакий, который проводился недалеко от Афин в честь братьев Диоскуров — Кастора и Полидевка покровителей всадников, мореплавания и гимнастических игр. Об этом свидетельствует найденная в Херсонесе бронзовая гордия IV века до н. э. с надписью «Приз по празднику Анакий». Эта дорогая ваза была наградой и свидетельством победы обладателя в спортивных соревнованиях.
Спортсмены Херсонеса были присутствовали на всегреческом святилище Аполлона — Дельфах, где участвовали в Пифийских играх в 194 году до нашей эры. Существуют сведения об участии и победах херсонеситов на Панафинейских играх, посвящённых богине Афине. Известно о посещении херсонеситами в первой половине III тысячелетия до н. э. святилища Аполлона на острове Делос. Там посланники принесли жертвы и приняли участие во всегреческих соревнованиях, посвященных богу Аполлону, которые часто называют Аполлонеями. Эти игры были похожи на олимпийские и служили своеобразной репетицией для атлетов, прежде чем отправиться на игры в честь бога Зевса.